# Lucio Ottavio
Lucio Ottavio (latino:Lucius Octavius) (fl. I secolo a.C.) è stato un politico romano.

## Biografia
Figlio di Gneo Ottavio, console nell'87 a.C. e nipote di Gneo Ottavio console del 128 a.C..
Viveva in un palazzo sul Palatino, costruito dal suo avo  Gneo Ottavio suo bisnonno, che era stato console nel 165 a.C..
Nel 78 a.C. fu eletto pretore e nel 75 a.C. fu eletto console con Gaio Aurelio Cotta; il console dell'anno precedente era probabilmente suo cugino.
Al termine del mandato consolare fu nominato proconsole ed ottenne il controllo della provincia di Cilicia. Tuttavia, Ottavio morì all'inizio di quell'anno, prima di poter raggiungere la sua provincia e  fu sostituito da Lucio Licinio Lucullo.